# 強㭽
強㭽（越南语：／，1882年2月28日—1951年4月6日），中文世界多譯作“彊柢”，越南阮朝末期宗室、獨立運動家。在國外流亡時又使用阮福民（越南语：／）一名。

## 生平

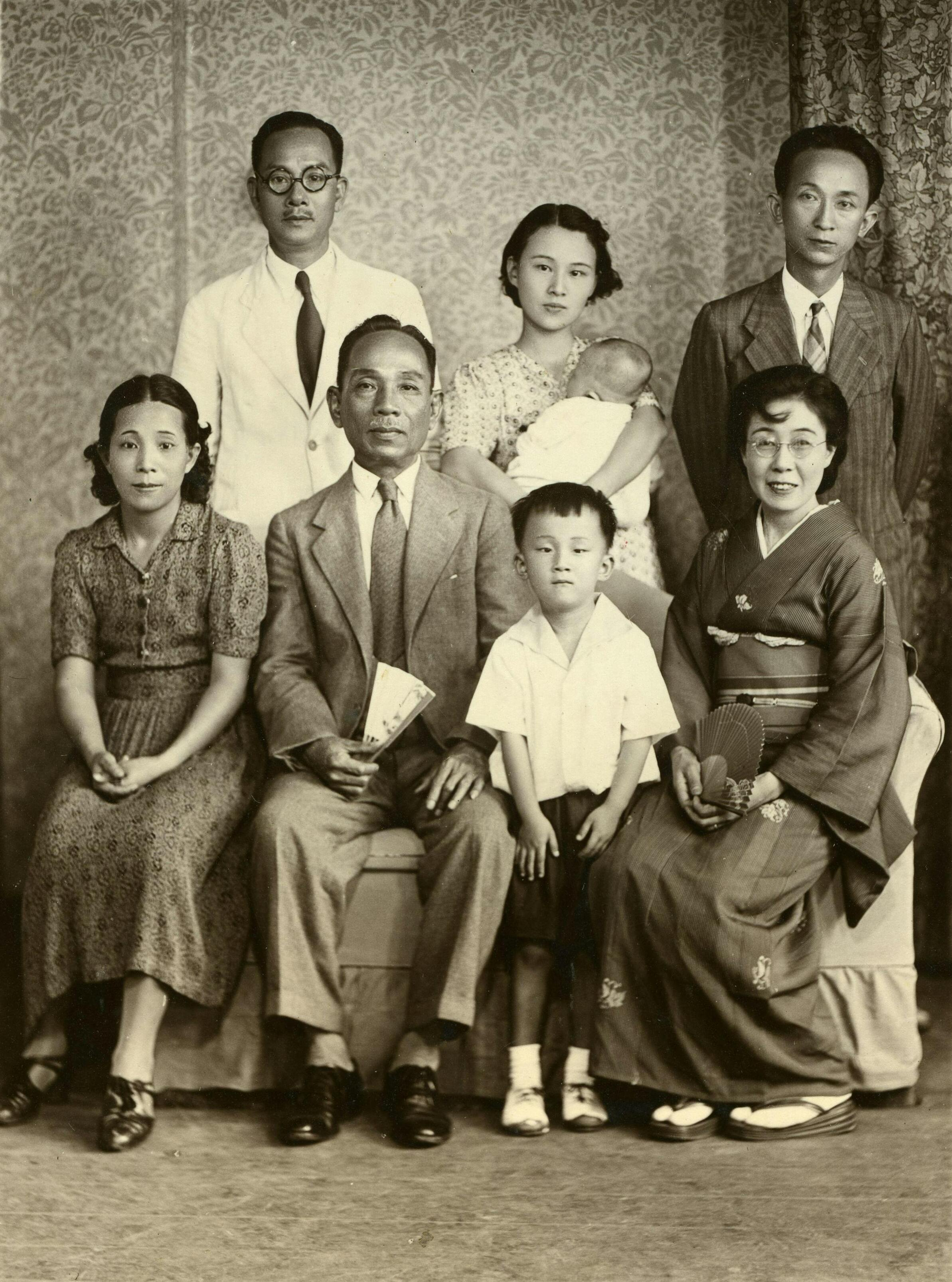
强㭽夫妇与黃南雄夫婦、彭瑞麟及其妻兒的合照，摄于1941年6月27日。

強㭽的全名為阮福強㭽，是嘉隆皇帝阮福映之子英睿皇太子阮福景的玄孫。由於祖先阮福景傾向於基督教的緣故，阮福景一系的皇族一直被西方人認為有傾法國的傾向。而強㭽的父親阮福英濡（又名阮福增濡）曾兩次被殖民政府圈定為傀儡皇帝的候選人。英濡去世后，強㭽襲封為畿外侯（越南语：／）。
但是強㭽卻與潘佩珠等越南独立运动人士來往甚密。他以「阮中興」的化名參加反對法國殖民統治的鬥爭。潘廷逢起義失敗後投身政治運動，與潘佩珠組織越南維新會。強㭽與潘佩珠主張反對法國的殖民統治和阮朝朝廷的封建專制，建立一個類似於大日本帝國政府的君主立憲制國家。
1905年日俄戰爭結束，日本勝利。經此一戰，日本晉升亞洲第一強國。強㭽對於日本勝利的消息感到振奮雀躍，1906年，強㭽響應潘佩珠所發起,號召越南有識之士前往日本留學，考察興國之策的青年留日東遊運動。幾經掙扎，他決定秘密離開。後來，他的妻兒被法國人囚禁長達14年。強㭽在日本使用林德順、南一雄等化名以掩人耳目，先后进入東京振武军校和早稻田大學学习。1910年，日本開始驅逐越南籍留學生，強㭽與潘佩珠皆流亡中國。後來強㭽又輾轉流亡暹羅、歐洲等地。他踏遍亚欧各国寻求支持，皆无所获。
在第一次世界大战初期的1915年，強㭽再次來到東京，居住在大田區的大森。在東京期間，他與日本人犬養毅、松井石根、柏原文太郎來往。他得到日本政府的资助和许诺：一旦法国人在欧洲战败，日本即承认越南的自主权。战后他继续积极从事民族解放运动，致函凡尔赛和会、法国政府和美国总统伍德罗·威尔逊，重申建立自由越南的要求。日本政府亦同意不再以越南独立问题与法国作交易。
盧溝橋事變後，中日展開8年大戰，日本軍系抬頭，他也趁機成立「越南復國同盟會」與「越南復國軍」，這支武裝部隊擁有上千名士兵，以中越邊境為基地，陸續集結。
1939年，強㭽與阮海臣等人在日本黑龍會的支持下，於上海組織越南復國同盟會。他也與高台教領導人范公稷來往密切，與之合作。
而同時為日本殖民地之台灣、總督府所成立之台灣拓殖株式會社，大力推動南進政策。台拓在河內、海防、西貢設有農林礦業等辦事處等，因此1939年10月到1941年5月日本方面安排強㭽以化名「林德雄」（Lam Duc Hung）來台開辦廣播。電台地址在台北市幸町147番地，今台北市濟南路台灣文學基地。而強㭽私宅的門牌上，則刻著另一個化名「伊調南」（Minami Icho），地址在御成町5丁目86番號，今台北市中山北路國賓飯店後方。
1940年日軍為了切斷中國軍隊的南方補給線，於是趁德國擊敗法國後不久和維希法國政府商議借道北越，開啟日軍佔領越南時代。當時人在台北的強㭽得知消息，聯絡越南復國軍將領陳中立，指示他全力配合日軍進攻越南。
但日軍在國際情勢的綜合考量下，突然答應跟法軍合作，槍口朝向了越南復國軍。1940年底，集結在中越邊境的越南復國軍遭到日法聯軍痛擊，陳中立被殺。事後，強㭽為了紀念陳中立的犧牲，特別在台北舉辦隆重的追悼會。
1941年強㭽夫婦離台前夕、由台灣首席攝影師彭瑞麟操刀、強㭽親信黃南雄夫婦、彭瑞麟與其妻兒入鏡的一張合照後來在日本與越南廣為流傳。有一種陰謀論說法是，照片中的強㭽「看起來」三代同堂，有兒、媳、孫（殊不知是其親信及台灣攝影師彭瑞麟家人），越南人民看到照片後，誤以為彊柢在日本開枝散葉，心不在越南了，對王子甚感失望。
1945年3月9日，由於盟軍已解放法國本土還政法蘭西臨時政府並且開始攻入德國本土，日本發動明號作戰，日軍進入越南，驅逐了法國殖民政府勢力。隨即阮朝的保大帝宣佈脫離法國獨立，建立越南帝國，並加入以日本為首的「大東亞共榮圈」。但是由於保大政權中仍存在不少親法人物，日本人暗中支持強㭽奪取皇位。不過日本在同年8月向盟軍投降，強㭽被迫寓居日本。
二戰結束之後，越南政治動蕩，強㭽一直寓居日本。1951年4月6日，逝世於東京的日本醫科大學病院，時年69歲。
強㭽的肖像和遺體被帶回了順化，在吳廷琰政權被推翻後，被安葬在了順化水安社。

## 家庭
強㭽出国前，已娶原配黎氏珍，两人育有2子1女；強㭽在日本時又娶日本人安藤千枝。

### 子女
- 長子阮福壯烈，母黎氏珍
- 次子阮福壯炬，母黎氏珍
- 女尊女氏好，母黎氏珍

## 腳註

### 來源
1. ↑  .   [2022-07-09]. （原始内容存档于2022-07-21）.
2. ↑  https://opinion.cw.com.tw/blog/profile/300/article/9158
3. ↑  https://opinion.cw.com.tw/blog/profile/300/article/9185
4. ↑  Nguyễn Đắc Xuân. . Hội Nghiên cứu và Phát triển Di sản Văn hóa Huế. 2020-12-17  [2023-05-15]. （原始内容存档于2022-11-28） （越南语）.